# Lambert Tinholt
Lambert Tinholt (Amsterdam, 13 september 1825 - Amsterdam, 22 februari 1886), was een Nederlands predikant in de Nederlandse Hervormde Kerk. Hij kreeg landelijke bekendheid door zijn verzet tegen de modernistische stromingen in die kerk.
Tinholt werd geboren te Amsterdam als zoon van Hendrik Tinholt en Maria Sophia van Voorst.
Hij bezocht in zijn geboorteplaats de Latijnse School en studeerde Hebreeuws bij Isaäc da Costa, en werd daarom gerekend te behoren tot de jongere generatie van het Réveil. Vervolgens ging hij in 1843 theologie studeren aan de Universiteit van Utrecht. Daarna werd hij predikant achtereenvolgens in Marken, Wissekerke en de Haarlemmermeer, maar de belangrijkste periode in zijn loopbaan begon in 1867 als predikant van de Hervormde kerk in Koudum, waar nog steeds een straat naar hem genoemd is uit waardering voor het werk dat hij daar verrichtte.
In woord en geschrifte nam hij stelling in de strijd tussen moderne en orthodoxe protestanten in de kerk en het politieke conflict tussen liberale en orthodoxe protestanten over de plaats
van godsdienst in het onderwijs.Zijn weigering gemeenteleden die gedoopt waren door moderne predikanten als lid van zijn gemeente toe te laten leidde tot zijn tijdelijke schorsing als predikant. Als redacteur van het kerkblad "Stemmen voor Waarheid en Vrede" en van het weekblad "De Banier" verzette hij zich tegen de moderne stromingen in de kerk, terwijl hij tevens als lid van Hervormde synode zijn invloed liet gelden. Om de "Schoolstrijd" te
beëindigen pleitte hij voor een soort subsidie stelsel, maar hiervoor was de tijd nog niet rijp.
Ondanks zijn strijd tegen de moderne stromingen in de kerk, verzette hij zich tegen een scheuring-een strijd die hij echter verloor.
Zijn wetenschappelijke belangstelling bleek uit zijn studie van het dialect dat op het eiland Marken gesproken werd. De resultaten hiervan publceerde hij in de "Taalgids" (1862), ook publceede hij enige geschriften in dit dialect. In 1867 hield hij in de vergadering van de Evangelische Alliantie een referaat getiteld "Das uebernatürliche und die Naturgesetze"
Vrij plotseling overleed hij ten huize van zijn ouders in Amsterdam.